# Estação Ferroviária de Vigo-Guixar
A Estação Ferroviária de Vigo-Guixar é uma das duas gares ferroviárias  que serve a cidade de Vigo, pertencente à província de Pontevedra, na Galiza. Localizada na zona portuária de Vigo, é a estação terminal da linha convencional que serve a cidade viguesa.
Serve também de términus para o comboio internacional Celta, que efectua a ligação até à estação portuguesa de Porto-Campanhã.